# ماركوس هولمز (موسيقي)
ماركوس هولمز (بالإنجليزية: Monty Holmes)‏ هو موسيقي ومغني ومغن مؤلف أمريكي، ولد في القرن العشرين في لوبوك في الولايات المتحدة.

## وصلات خارجية
- ماركوس هولمز على موقع ميوزك برينز (الإنجليزية)
- ماركوس هولمز على موقع ديسكوغز (الإنجليزية)